# Kanton Lunas

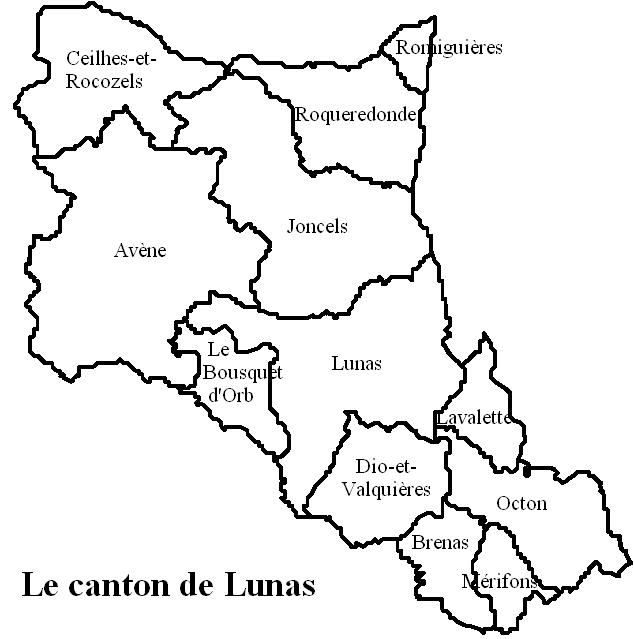
Die Gemeinden im Kanton

Der Kanton Lunas war bis 2015 ein französischer Wahlkreis im Arrondissement Lodève, im Département Hérault und in der früheren Region Languedoc-Roussillon. Er hatte 4.179 Einwohner (Stand: 1. Januar 2012).

## Gemeinden
Der Kanton umfasste zwölf Gemeinden:
| Gemeinde            | Einwohner Jahr | Fläche km² | Bevölkerungsdichte | Code INSEE | Postleitzahl |
| ------------------- | -------------- | ---------- | ------------------ | ---------- | ------------ |
| Avène               | 305 (2013)     | –          | – Einw./km²        | 34019      | 34260        |
| Le Bousquet-d’Orb   | 1573 (2013)    | –          | – Einw./km²        | 34038      | 34260        |
| Brenas              | 50 (2013)      | –          | – Einw./km²        | 34040      | 34260        |
| Ceilhes-et-Rocozels | 306 (2013)     | –          | – Einw./km²        | 34071      | 34650        |
| Dio-et-Valquières   | 148 (2013)     | –          | – Einw./km²        | 34093      | 34260        |
| Joncels             | 300 (2013)     | –          | – Einw./km²        | 34121      | 34650        |
| Lavalette           | 61 (2013)      | –          | – Einw./km²        | 34133      | 34700        |
| Lunas               | 652 (2013)     | –          | – Einw./km²        | 34144      | 34650        |
| Mérifons            | 47 (2013)      | –          | – Einw./km²        | 34156      | 34800        |
| Octon               | 476 (2013)     | –          | – Einw./km²        | 34186      | 34800        |
| Romiguières         | 23 (2013)      | –          | – Einw./km²        | 34231      | 34650        |
| Roqueredonde        | 234 (2013)     | –          | – Einw./km²        | 34233      | 34650        |